# Войтенко Іван Іванович
Іва́н Іва́нович Войте́нко — полковник[джерело?] Збройних сил України, учасник російсько-української війни.

## Життєпис
Народився в 1984-му році.
В 10-х числах липня 2014 українські підрозділи проводили заходи по перебиранню контролю над населеними пунктами Ізварине та Червонопартизанськ. Капітан Войтенко вміло здійснював управління підрозділами у бою, при взаємодії з іншими українськими частинами та підрозділами. Пункт контролю Ізварине повернувся внаслідок злагоджених дій під український керунок. Був командиром 1-го батальйону 72 ОМБр 
Станом на червень 2019-го — заступник командира, військова частина А0536. В березні 2021 був заступником командира 93 ОМБр . Станом на листопад 2023 — командир 33 бригади ЗСУ 

## Нагороди
- Орден Богдана Хмельницького III ступеня (15.07.2014)
- Орден «За мужність» III ступеня (05.12.2020)